# Obedullaganj
Obedullaganj è una suddivisione dell'India, classificata come nagar panchayat, di 19.955 abitanti, situata nel distretto di Raisen, nello stato federato del Madhya Pradesh. In base al numero di abitanti la città rientra nella classe IV (da 10.000 a 19.999 persone).

## Geografia fisica
La città è situata a 23° 01' 45 N e 77° 34' 51 E.

## Società

### Evoluzione demografica
Al censimento del 2001 la popolazione di Obedullaganj assommava a 19.955 persone, delle quali 10.530 maschi e 9.425 femmine. I bambini di età inferiore o uguale ai sei anni assommavano a 3.005, dei quali 1.529 maschi e 1.476 femmine. Infine, coloro che erano in grado di saper almeno leggere e scrivere erano 13.376, dei quali 7.813 maschi e 5.563 femmine.